# Aleksander Ścibor-Rylski
Aleksander Ścibor-Rylski (16. března 1928 Grudziądz – 3. dubna 1983 Varšava) byl polský spisovatel, režisér a scenárista.

## Životopis
Během nacistické okupace byl vojákem Zemské armády, byl také aktivní v Szare Szeregi. Podílel se na Varšavském povstání. Studoval polskou literaturu na Varšavské univerzitě. Roku 1962 začal svou kariéru režiséra. Byl uměleckým ředitelem filmového studia Pryzmat.
V roce 1951 získal státní cenu třetího stupně. Byl oceněn rytířským křížem Řádu znovuzrozeného Polska (1955) a medailí k 10. výročí Polské lidové republiky (1955).
Je pohřben na městském hřbitově v Bielanech ve Varšavě.

## Dílo
knihy
- S.O.S. (1974)
- Złote koło (1971)
- Węgiel (1950)
- Ich dzień powszedni (1957)
- Pierścionek z końskiego włosia (1991)

filmografie
- Człowiek z żelaza – scénář (1981)
- Lalka – scénář (1977)
- Człowiek z marmuru – scénář (1976)
- Dagny – scénář (1976)
- Gniazdo – scénář (1974)
- Agent nr 1 – scénář (1971)
- Seksolatki – scénář (1971)
- Trąd – scénář (1971)
- Złote Koło – scénář (1971)
- Południk zero – scénář (1970)
- Sąsiedzi – režie, scénář (1969)
- Wilcze echa – režie, scénář (1968)
- Morderca zostawia ślad – režie, scénář (1967)
- Popioły – scénář (1965)
- Jutro Meksyk – režie, scénář (1965)
- Późne popołudnie – režie, scénář (1964)
- Ich dzień powszedni – režie, scénář (1964)
- Czarne skrzydła – scénář (1962)
- Dom bez okien – scénář (1962)
- Dotknięcie nocy – scénář (1961)
- Rok pierwszy – scénář (1960)
- Ostatni strzał – scénář (1959)
- Pigułki dla Aurelii – scénář (1958)
- Cień – scénář (1956)